# Свидники
Сви́дники — село в Україні, в Голобській селищній територіальній громаді Ковельського району Волинської області. Населення становить 171 осіб.

## Географія
Село розташоване на лівому березі річки Стохід.

## Історія
У 1906 році село Голобської волості Ковельського повіту Волинської губернії. Відстань від повітового міста 31 верст, від волості 7. Дворів 28, мешканців 159.

## Населення
Згідно з переписом УРСР 1989 року чисельність наявного населення села становила 159 осіб, з яких 69 чоловіків та 90 жінок.
За переписом населення України 2001 року в селі мешкала 161 особа.

### Мова
Розподіл населення за рідною мовою за даними перепису 2001 року:
| Мова       | Відсоток |
| ---------- | -------- |
| українська | 97,08 %  |
| російська  | 1,75 %   |
| білоруська | 0,58 %   |
| вірменська | 0,58 %   |

## Відомі люди
- В селі народився Олександр Вольський — український художник [Архівовано 6 липня 2016 у Wayback Machine.].